# Chad Kultgen
Chad Kultgen (Spokane (Washington), 16 giugno 1976) è uno scrittore e sceneggiatore statunitense.
È famoso per i suoi romanzi erotici che, attraverso la sessualità, criticano molti aspetti della società americana, suscitando molte controversie negli Stati Uniti. In particolare è stato attaccato da molti movimenti femministi, che l'hanno più volte accusato di misoginia, accuse che lui ha rigettato.

## Opere
- The Average American Male (2007)
- The Lie (2009)
- Men, Women and Children (2011)
- The Average American Marriage (2013)
- Strange Animals (2015)

## Filmografia parziale
- The Incredible Burt Wonderstone (2013)
- Men, Women & Children (2014, tratto dal suo romanzo)